# Võõpsu (Räpina)
Ne doit pas être confondu avec Võõpsu (Setomaa).
Võõpsu est un petit bourg de la commune de Räpina, situé dans le comté de Põlva en Estonie. En 2019, la population s'élevait à 165 habitants.
Il est arrosé par la Võhandu et situé au sud de l'embouchure de celle-ci dans le lac Lämmi.